# Verrücktes Blut
Verrücktes Blut ist ein Kurzfilm des deutschen Regisseurs Can Tanyol aus dem Jahr 2023. Das Drehbuch verfasste Can Tanyol gemeinsam mit Bahar Bektas.

## Handlung
Der Film erzählt die Geschichte des neunjährigen Kenan, der an seinem Beschneidungstag mit familiären Erwartungen und traditionellen Männlichkeitsbildern konfrontiert wird. Der Film beschäftigt sich mit der Frage „Was heißt es eigentlich, ein Mann zu sein?“ und behandelt dabei Themen wie kulturelle Identität, familiären Druck und die Suche nach Selbstbestimmung in einem migrantischen Umfeld.

## Produktion und Veröffentlichung
Der Film wurde als Abschlussprojekt an der Filmuniversität Babelsberg in Koproduktion mit dem Rundfunk Berlin-Brandenburg produziert. Die Premiere von Verrücktes Blut erfolgte bei den 57. Internationalen Hofer Filmtagen 2023, wo er mit dem Jurypreis für den besten Kurzfilm ausgezeichnet wurde und zudem für den Publikumspreis nominiert war.
Neben den Internationalen Hofer Filmtagen wurde der Film auch bei anderen Festivals gezeigt, darunter das Kurzfilmfestival Berlin (Interfilm) sowie das Sehsüchte Festival.
Die Fernsehpremiere war am 17. Dezember 2023 in der ARD.

## Rezeption
Verrücktes Blut erhielt positive Kritiken für die einfühlsame Darstellung kultureller und sozialer Konflikte und wurde im Rahmen der MDR-Sendung „Unicato – Männlichkeit, die“ vorgestellt.
Die Jury der Hofer Filmtage 2023 erläutert zur Auszeichnung des Films:
„Können Männer Angst haben? Ist Angst eine Schwäche oder vielleicht ein starker Moment? Was ist Männlichkeit? Wie befreien wir uns von sozialen Strukturen, die uns unumstößlich erscheinen und uns von unseren echten Bedürfnissen abschneiden? Kenan hat den Mut, seine Angst zu zeigen und wird dadurch zur Inspiration für seinen Vater. Der Junge weigert sich, dem Erwartungsdruck nachzugeben, und läuft davon. Als Ibrahim durch die Straßen Kreuzbergs läuft, um seinen Sohn zu suchen, findet er auch zu sich selbst. ‚Verrücktes Blut‘ von Can Tanyol ist ein zärtlicher, intelligenter Film über das Mannsein und das Mannwerden.“